# Els Hostalets de Tost
Els Hostalets de Tost és un nucli del municipi de la Ribera d'Urgellet, a l'Alt Urgell. Es troba aigua avall del riu de Tost, on aquest conflueix amb el Segre, i davant del bosc de Noves de Segre, al costat de la carretera comarcal. Actualment hi ha 19 habitants disseminats. És l'entrada natural i actual a la Vall de Tost. Hi ha l'església sufragània dedicada a Sant Antoni de Pàdua. La seva disponibilitat d'aigua i planícia fa que hi hagi una gran activitat ramadera i una extensió de camps de pastura i de panís (blat de moro).